# Cournon
Cournon é uma comuna francesa na região administrativa da Bretanha, no departamento Morbihan. Estende-se por uma área de 10,85 km². Em 2010 a comuna tinha 802 habitantes (densidade: 73,9 hab./km²).